# Elsa Werth
Elsa Werth née en 1985 est une plasticienne française.
Elle vit et travaille à Paris.

## Biographie
Elsa Werth est née en 1985 à Paris. Elle est diplômée de l'École nationale supérieure des arts décoratifs (section cinéma d'animation) et de l'École nationale supérieure des beaux-arts de Paris. Elle reçoit le prix Humankind Leo Burnett en 2013 et le prix de la Fondation d'entreprise Pernod-Ricard pour l'art contemporain en 2022,.
Werth utilise comme médium l'installation, la sculpture, la vidéo, les livres d'artiste et les pièces sonores. Elle a exposé en France, en Chine, en Belgique, en Allemagne, au Luxembourg et en Suisse.
Elle explore l'utilisation d'objets du quotidien, de gestes, de systèmes, du langage, ainsi que les activités liées aux rituels contemporains. On retrouve aussi les thèmes de l'information, leur interprétation, la production marchande, et par extension leurs relations avec divers cercles sociaux. Elle critique un monde soumis au culte des valeurs matérielles. Pour contrevenir à cette réalité, elle utilise des modes de communications et d'échanges alternatifs. Par une économie de moyen, elle revendique des productions anti-spectaculaires comme tactiques de résistance.
Elsa Werth et Muriel Leray sont commissaires en 2014 de l'exposition Plus une pièce, présentée à Paris dans un box de stockage. Elle est également depuis 2016 à l'initiative de l'exposition itinérante Potentiels évoqués visuels, présentée à Paris, Clichy, Shanghai, Montréal, La Louvière et Séoul. L'exposition réunit Claude Closky, Seulgi Lee, et Marylène Negro, entre autres.

## Collections
Les œuvres d'Elsa Werth sont notamment présentes à la Kadist et dans les collections publiques du Centre Pompidou, du Centre national des arts plastiques, du Fonds régional d'art contemporain de Normandie-Caen, du Fonds régional d'art contemporain des Pays de la Loire, du Fonds régional d'art contemporain de Franche-Comté, des Abattoirs, Musée d'art moderne à Toulouse, du Cabinet du livre d'artistes de l'Université Rennes 2, du Centre des livres d'artistes.

## Expositions

### Expositions individuelles
- 24/7, B09K, Changsha, China, 2023
- Titre un à usages multiples, Lendroit, Rennes, 2022[20],[21]
- Give and Take, Bloom, Dusseldorf, 2022[22],[23]
- Parties de cartes, CDLA, Saint-Yriex-la-Perche, 2021[24]
- Blow: Elsa Werth, Bloom, Düsseldorf, 2020 [25]
- A Land - Michèle Didier, Paris, 2020 [7]
- Anywayland, Interface, Dijon, 2019 [26],[27]
- Temps Partiel, Centre d'art de l'Onde, Vélizy-Villacoublay, 2019 [28]
- L'action cesse, Duplex Walden, Genève, 2018 [29]
- Perspectives provisoires, Galerie Martine Aboucaya, Paris, 2019 [30]
- Title One for Multiple Use, programme compatible Bazaar, Shanghai, 2016 [31]
- Titre un à usage multiple, Galerie Martine Aboucaya, Paris, 2016 [32]
- }-------20/91, Primo Piano, Paris, 2014 [33]

### Expositions de groupe
- Collection contemporaine, Centre Pompidou, Paris, 2023[34]
- Janelas, BPS22, Charleroi, 2023
- The Seashore of Endless Worlds, Le Commun, Genève, 2023[35],[36]
- P,Oe?ie!, TOPO?, Bruxelles, 2023
- De toi à moi, Fondation Fiminco, Romainville, commissariat Jennifer Flay, 2022[37]
- Horizones, Fondation d'entreprise Pernod-Ricard, Paris, commissariat Clément Dirié, 2022[38]
- 3 Collectionneurs #8, Été 78, Bruxelles, 2021[39]
- Helix, Bloom, Düsseldorf, commissariat Ji Sue Byun, 2021[40]
- Nous irons tous au paradis, Frac Normandie - Caen, commissariat Anne Cartel, 2021[41]
- Forsythia, Lilac and Geranium, Cabinet du livre d'artiste, Rennes, commissariat Aurélie Noury, 2021[42],[43]
- Tout un film - Drawing Lab, Paris, commissariat Joana P.R. Neves, 2021[44]
- X - Frac des Pays de la Loire, commissariat Claude Closky, 2020[45]
- Some of Us, NordArt - Kunst in der Carlshütte, Büdelsdorf, commissariat Jérôme Cotinet-Alphaize et Marianne Derrien, 2019
- Pourquoi faire, pour quoi faire, Été 78, Bruxelles, commissariat Renato Casciani, 2019
- Calculated Chance, The Société, Bruxelles, commissariat: Manuel Abendroth et Els Vermang, 2019 [46],[47]
- ShipShape, Biennale de Coimbra, organisée par Tomas Cunha Ferreira, 2019
- Tilt Horizon 偏见, AMNUA, Nanking, organisée par Wang Yamin, 2019 [48]
- 26 x Bauhaus, Institut Français, Berlin, 2019, commissariat Marjolaine Lévy et Thibaut de Ruyter, 2019 [49],[50]
- Une minute une heure un mois. . . Un million d'années, The Island Club, Limassol, commissariat Christodoulos Panayiotou, 2019 [51]
- Le génie du lieu, Le Creux de l'Enfer, Thiers, commissariat Sophie Auger-Grappin, 2018 [52]
- Potentiels évoqués visuels, Fonderie Darling, Montréal, 2018 [53]
- Phantoms, Wonder / Liebert, Bagnolet, commissariat Karin Schlageter, 2018
- Flatland / Abstractions Narratives, Mudam, Luxembourg, 2017 [54]
- Sentimental Summer, Centre d'Art Bastille (CAB), Grenoble, 2017 [55]
- La vie mode d'emploi, CAC Chanot, Clamart, commissariat Madeleine Mathé et Karin Schlageter, 2017
- Off Pac, Marseille, commissariat The Collectevee, 2017
- Do Disturb, Palais de Tokyo, Paris, 2017
- Rob is a Robe, Doc, Paris, 2016
- 60ème Salon de Montrouge, Montrouge, 2015 [56]
- Bazar, Primo Piano, Paris, commissaire Lucia Schreyer, 2015
- Cocktail Games, La Ludothèque éphémère, Paris, commissariat Florencia Chernajovsky et Clément Dirié, 2015 [57]
- Châteaux de cartes, Florence Loewy ... par des artistes, Paris, commissariat Camille Azaïs, 2015
- Intertidal, Galerie Eva Meyer, Paris, commissariat MBDTCurators, 2015
- Modifications, Zentrum für Kunst und Urbanistik (ZK/U), Berlin, 2014[58]
- Toujours +, Florence Loewy, Paris, 2014
- 5/5, Fondation Rosenblum, Paris, commissariat Clément Dirié, 2013
- Marler Media Art Award, Museum of Sculpture Glaskasten, Marl, commissaire Georg Elben, 2013

## Livres d'artistes
- Plus une pièce, Plus un multiple, 2014, (ISBN 978-2-9550024-0-7)
- Sans éclat, 2015, (ISBN 979-10-94645-00-0) [59]
- Original soldé, 2018, (ISBN 979-10-94645-01-7) [60]
- Formule de politesse, 2019 (ISBN 9791094645024) [61]
- 2020, 2020,  (ISBN 979-10-94645-03-1)[62]
- Politeness, 2020,  (ISBN 979-10-94645-05-5)[63]
- Un jour dans Le Monde (4 octobre 2019), 2019, (ISBN 978-2-917393-11-6) [64]
- Greetings, 2020, (ISBN 979-10-94645-07-9) [65]
- Négociation, 2021, (ISBN 979-10-94645-08-6)[66]
- Forsythia, lilac and geranium, 2021, avec Raffaella della Olga et Camila Oliveira Fairclough (en)  (ISBN 978-2-914291-95-8)[67]
- Meeting Point, 2022  (ISBN 979-10-94645-08-6)
- Abracadabra, 2022  (ISBN 978-2-9602786-1-3)
- Global Warming Coloring Book, 2023  (ISBN 979-10-94645-11-6)